# Fanny Smets
Fanny Smets, född 21 april 1986, är en friidrottare från Belgien. Hon deltog vid olympiska sommarspelen 2020.